# Tepen
Tepen (cyr. Тепен) – wieś w Bośni i Hercegowinie, w Republice Serbskiej, w gminie Šekovići. W 2013 roku liczyła 353 mieszkańców.